# Marte Monsen
Pour les articles homonymes, voir Monsen.
 Marte Monsen, née le 27 janvier 2000, est une  skieuse alpine norvégienne.

## Biographie
En 4 participations aux championnats de monde juniors entre 1997 et 2020, elle obtient 5 tops-10, son meilleur résultat étant la 5e place au slalom géant de 2018. Pour sa 5e participation, en 2021 à Bansko, elle devient vice-championne du monde juniors de slalom géant.
Fin mars 2019 elle devient Championne de Norvège de slalom géant et vice-championne de descente à Hemsedal.
En 2021, avec 5 podiums dont 2 victoires, elle remporte le classement général de la Coupe d'Europe, ainsi que celui du slalom géant.
En avril 2021, elle vice-championne de Norvège en slalom géant à Oppdal, ainsi qu'en super G.
Le 13 novembre 2021, elle réalise son premier top-10 en Coupe du monde en prenant une remarquable 6e place dans le parallèle de Lech. Elle se blesse le 11 décembre 2021 à Andalo (ligaments du genou), ce qui met fin à sa saison.
En mars 2024, elle renoue avec la victoire en coupe d'Europe en remportant le slalom géant d'Hafjell. Le mois suivant elle est à nouveau vice-championne de descente de Norvège, à Hafjell.
En février 2025 elle participe à ses premiers championnats du monde à Saalbach. Elle s'y classe 17e de la descente. Début mars elle obtient son premier top-10 en coupe du monde descente en prenant un belle 7e place dans l'épreuve de Kvitfjell. Elle termine sa saison à la 20e place du classement de la coupe du monde de descente.

## Palmarès

### Championnats du monde
| Édition / Epreuve      | Descente | Super G | Slalom géant | Slalom | Combiné par équipes | Parallèle | Team event |
| Mondiaux 2025 Saalbach | 17e      | Abandon | -            | -      | -                   | -         | -          |

### Coupe du monde
- 44 départs en coupe du monde (à fin mars 2025)
- Meilleur classement général : 61e en 2025 avec 87 points.
- Meilleur classement de descente : 20e en 2025 avec 75 points.
- Meilleur classement de super G : 41e en 2025 avec 12 points.
- Meilleur classement de géant : 46e en 2020 avec 5 points.
- 2 tops-10
- Meilleur résultat sur  un slalom parallèle : 6e à Lech le 13 novembre 2021.
- Meilleur résultat sur une épreuve de descente : 7e à Kvitfjell le 1er mars 2025

#### Classements
| Saison / Épreuve | Saison / Épreuve | Général | Général | Descente | Descente | Super G | Super G | Géant  | Géant  | Slalom | Slalom | Combiné | Combiné | Parallème | Parallème |
| ---------------- | ---------------- | ------- | ------- | -------- | -------- | ------- | ------- | ------ | ------ | ------ | ------ | ------- | ------- | --------- | --------- |
| Saison / Épreuve | Saison / Épreuve | Class.  | Points  | Class.   | Points   | Class.  | Points  | Class. | Points | Class. | Points | Class.  | Points  |           |           |
| 2020             | 2020             | 117e    | 5       | -        | -        | -       | -       | 46e    | 5      | -      | -      | -       | -       | -         | -         |
| 2022             | 2022             | 85e     | 40      | -        | -        | -       | -       | -      | -      | -      | -      | -       | -       | 6e        | 40        |
| 2024             | 2024             | 117e    | 6       | -        | -        | -       | -       | 50e    | 6      | -      | -      | -       | -       | -         | -         |
| 2025             | 2025             | 61e     | 87      | 20e      | 75       | 41e     | 12      | -      | -      | -      | -      | -       | -       | -         | -         |

### Championnats du monde juniors
| Épreuve / Édition          | Descente | Super G | Slalom géant | Slalom  | Combiné | Team event |
| Mondiaux junior 2017 Åre   | -        | -       | 27e          | Abandon |         |            |
| Mondiaux 2018 Davos        | 9e       | 6e      | 5e           | Abandon | Abandon | -          |
| Mondiaux 2019 Val di Fassa | 16e      | 17e     | Abandon      | 24e     | 8e      | -          |
| Mondiaux 2020 Narvik       | -        | -       | 6e           | annulé  | -       | annulée    |
| Mondiaux 2021 Bansko       | annulé   | 9e      | Argent       |         | annulé  | annulé     |

### Coupe d'Europe
10 podiums en slalom géant dont 4 victoires :
- Andalo en décembre 2019
- Livigno en février 2021
- Reiteralm en mars 2021
- Hafjell en mars 2024

#### Classements
| Saison / Épreuve | Saison / Épreuve | Général | Général | Descente | Descente | Super G | Super G | Géant  | Géant  | Slalom | Slalom | Combiné | Combiné |
| ---------------- | ---------------- | ------- | ------- | -------- | -------- | ------- | ------- | ------ | ------ | ------ | ------ | ------- | ------- |
| Saison / Épreuve | Saison / Épreuve | Class.  | Points  | Class.   | Points   | Class.  | Points  | Class. | Points | Class. | Points | Class.  | Points  |
| 2017             | 2017             | 172e    | 2       | -        | -        | 72e     | 2       | -      | -      | -      | -      | -       | -       |
| 2018             | 2018             | 73e     | 92      | -        | -        | 45e     | 15      | 43e    | 33     | 54e    | 25     | 24e     | 19      |
| 2019             | 2019             | 12e     | 412     | -        | -        | 26e     | 39      | 6e     | 319    | 65e    | 11     | 10e     | 43      |
| 2020             | 2020             | 14e     | 336     | -        | -        | 71e     | 6       | 4e     | 317    | -      | -      | 28e     | 13      |
| 2021             | 2021             | 1re     | 591     | -        | -        | 34e     | 20      | 1re    | 553    | 55e    | 18     | -       | -       |
| 2023             | 2023             | 34e     | 258     | 33e      | 32       | 31e     | 51      | 11e    | 175    | -      | -      | -       | -       |
| 2024             | 2024             | 11e     | 407     | 17e      | 118      | 49e     | 14      | 4e     | 275    | -      | -      | -       | -       |